# 楚舒勒
楚舒勒（英語：Chushul）是印度拉達克列城县的一座村莊。該地產業以畜牧業和農業為主。根據2011年印度人口普查，該地人口為949人，識字率僅為61.47％。

## 中印邊境邊防會談會晤站
印度陸軍的莫爾多(英語：Moldo)會晤站坐標：
33°33′27″N 78°43′55″E / 33.5575°N 78.732°E
中國人民解放軍的斯潘古爾(英語：Spanggur)會晤站坐標：
33°33′54″N 78°48′00″E / 33.565°N 78.80°E